# HTC Desire C
HTC Desire C (модельний номер — a320e, кодова назва Golf) — смартфон, що розроблений компанією HTC Corporation та випущений 2012 року. Компанія позиціонує його як бюджетний смартфон.

## Відео
1. HTC Desire C - First look [Архівовано 25 травня 2012 у Wayback Machine.]
2. HTC Desire C video review [Архівовано 7 липня 2012 у Wayback Machine.]
3. Видео HTC Desire C [Архівовано 7 липня 2012 у Wayback Machine.]